# آنتونیوس و کلئوپاترا (فیلم ۱۹۰۸)
آنتونیوس و کلئوپاترا (انگلیسی: Antony and Cleopatra) یک فیلم به کارگردانی جیمز استوارت بلکتون و چارلز کنت است که در سال ۱۹۰۸ منتشر شد. از بازیگران آن می‌توان به ماوریس کاستلو، فلورنس لورنس، و ارل ویلیامز اشاره کرد.